# Сварґа (Веди)
Сварґа (санскр. स्वर्ग}, Svarga, Swarga) — набір небесних світів в індуїзмі, розташованих на вершині гори Меру, куди можуть потрапити лише обрані мешканці Землі. Сварґа часто розглядалася як перехідний світ для тих, хто жив праведне життя, але ще не досяг мокші. Столицею Сварґи є Амараваті. Вхід до неї охороняє Айравата, білий слон, який з’явився під час збивання Молочного океану і був відданий Індрі як вахана. Верховну владу тут має Індра, повелитель дев. Інша назва - Індралока. Згадується у відомій гаятрі-мантрі.